# Gurabie
 (mai 2021).
Un gurabie ou gurabije est un biscuit albanais.

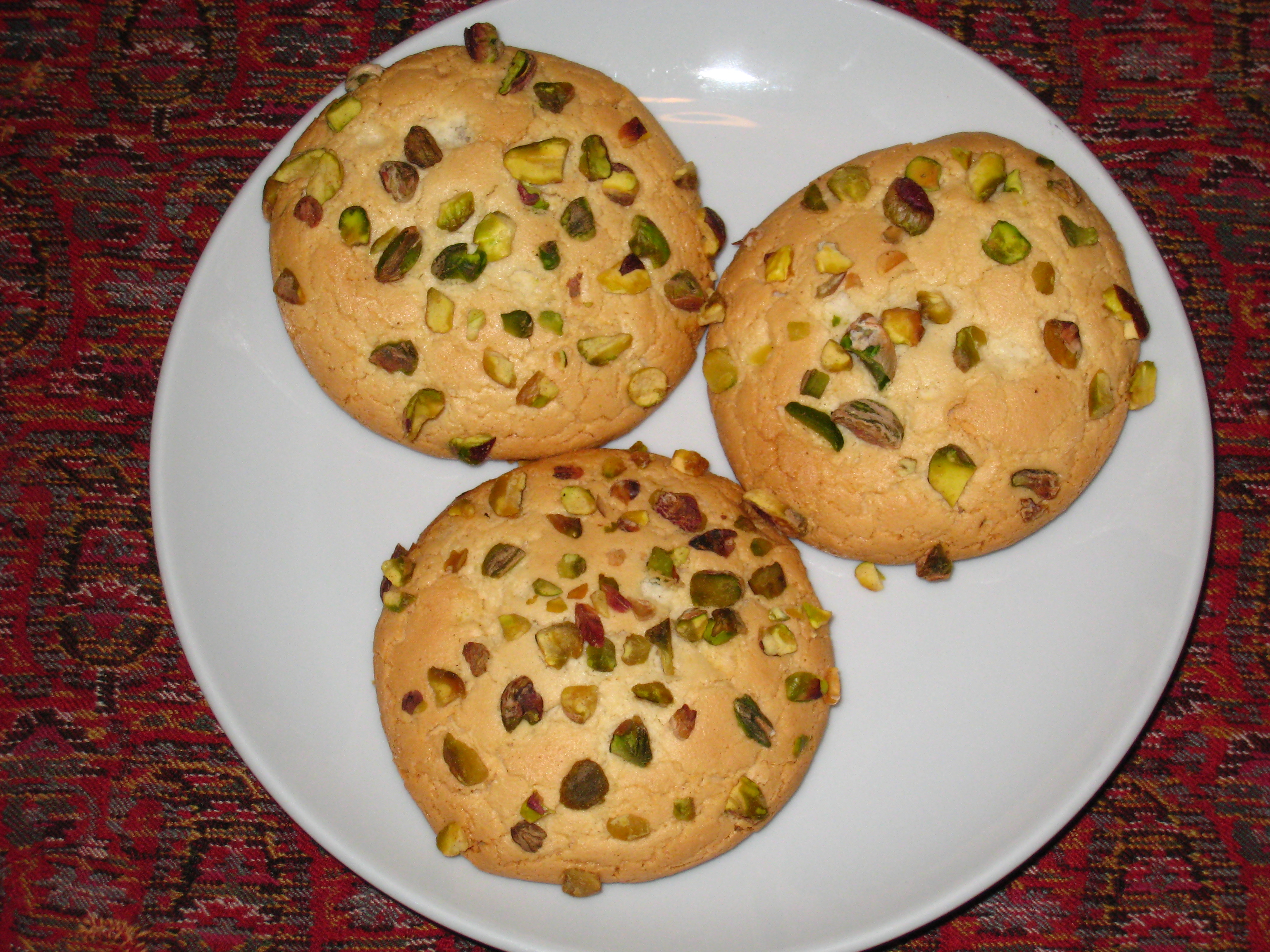

## Préparation
La recette comprend de la margarine ou du saindoux, du sucre, de la farine et de la levure. Ces ingrédients sont mélangés pour obtenir une pâte homogène. La pâte est ensuite répartie en petites portions de la forme souhaitée, sur lesquelles on peut répandre, selon les goûts, des graines de sésame ou de la confiture. Après un passage au four, les gurabie sont servis tièdes ou froids, en accompagnement du thé ou du café.
La variante la plus fréquente se présente saupoudrée de grains de sésame noir.